# サリナス (カリフォルニア州)
サリナス（Salinas、英語ではサリーナスと発音）は、アメリカ合衆国カリフォルニア州中部のモントレー郡にある都市。郡庁が立地する。人口は約16万人（2020年）。

## 産業
郡裁判所など主要施設がある。
サリナス周辺はレタスの栽培地域として知られ、広大な畑が広がる。またイチゴ栽培も盛んである。
ベイエリアより家賃が安いためにベイエリアに通勤する人々のベッドタウンとしても最近人気があり、人口は増加している。サリナス市北部には新築一戸建て住宅の建設ラッシュが続いている。
ダウンタウンは昔ながらの商店街が立ち並び長い間寂れていたが、シネマコンプレックスである「マヤ・シネマズ」がオープン、再びダウンタウンも脚光を浴びている。ダウンタウンにはスタインベック博物館とJohn Steinbeck Libraryがある。

## 交通
サンノゼなどのベイエリアへはハイウェイ101で約1時間。日本人観光客も多く訪れるギルロイのアウトレット（Gilroy Premium Outlet）へはサンノゼと同じハイウェイ101で約30分。
水族館がありリゾート地として有名なモントレーやカーメルへはハイウェイ68で約30分。
en:California State Route 183。

## 住民
2020年アメリカ合衆国国勢調査によれば、市の人口の8割はヒスパニックだった。店の看板などもスペイン語だけのところもある。

## 教育
市内にはハートネル・カレッジという州立の短期大学があり、実務に密着した授業などで知られる。

## 交通

### 鉄道
- アムトラックによる列車コースト・スターライト（シアトル - ロスアンゼルス間運行）がサリナス駅（英語版）に停車する。

## 著名な出身者

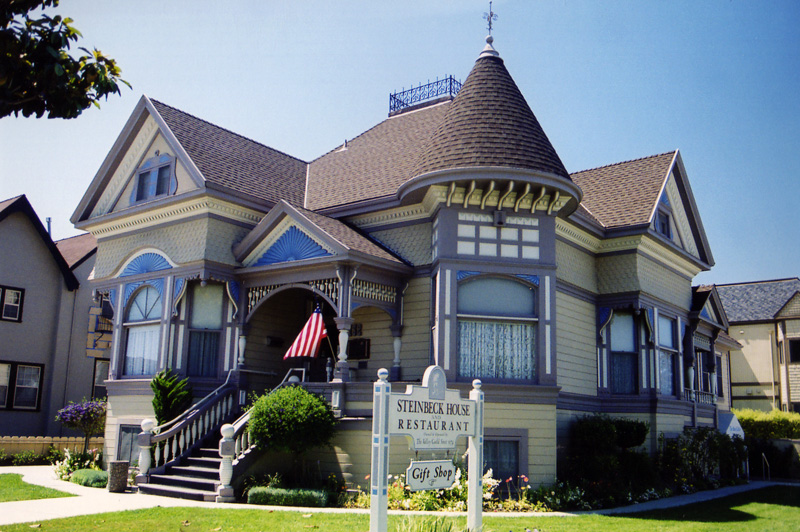
作家ジョン・スタインベックの生家John Steinbeck House。

有名な作家ジョン・スタインベックの故郷である。
- 小説『二十日鼠と人間』
- 映画『エデンの東』の主人公が住む街
- 小説"The Red Pony"

その他の著名人：
- ヴァネッサ・ハジェンズ, - 女優
- サチーン・リトルフェザー - ネイティブ・アメリカンの女優、人権活動家
- モニカ・アボット - ソフトボール選手
- リック・ロー - ウォルト・ディズニー・カンパニー アーティスト、プロデューサー

## 姉妹都市
- セブ、フィリピン 1964年5月18日
- いちき串木野市、日本 1979年6月11日
- Jerécuaro、メキシコ 1996年12月3日
- グアナフアト、メキシコ 2007年11月6日